# Julius Jewelowski
Salomon Julius Jewelowski (* 6. Mai 1874 in Willimpol bei Kaunas, Russisches Kaiserreich; † 15. April 1951 in London) war ein Unternehmer und liberaler Politiker in Danzig.

## Leben

### Wirtschaftliche Tätigkeiten
Er stammte aus einer jüdischen Familie. Der Vater Elias Jewelowski war ein Kaufmann aus dem heute belarussischen Njaswisch (Nieśwież), der 1880 nach Danzig ins Deutsche Reich auswanderte. Salomon Julius Jewelowski gründete 1897 die Firma S.J. Jewelowski in Danzig, die Holz verkaufte. Während der deutschen Besetzung Polens und Weißrusslands im Ersten Weltkrieg hatte er eine Filiale in Warschau seit 1916  und war an der großflächigen Abholzung von Wäldern der Umgebung für den deutschen Bedarf beteiligt.
Julius Jewelowski war Eigentümer der Norddeutschen Schokoladenfabrik Schneider & Company GmbH (1920–1922) und der Danzig-Rückforther Sägewerke (1921–1924) und Verwaltungsrat der Danziger Werft, der Dresdner Bank und der Sarotti A. G. Er war Vorsitzender des Verbandes der Holzhändler und Holzindustriellen des Freistaats Danzig und Pommerellens (seit 1907), der Danziger Holzexporteure e. V. und des Danzig-Polnischen Wirtschaftsverbandes, sowie  Mitglied der Korporation der Kaufmannschaft zu Danzig (seit 1898), bzw. der Danziger Handelskammer (seit 1920). Jewelowski besaß mehrere Grundstücke in Danzig und Umgebung und war in den 1920er Jahren einer der wohlhabendsten Einwohner der Stadt.

### Politische Tätigkeiten
Ende 1918 war Julius Jewelowski Vorsitzender der Bürgerrats von Danzig, einer Gegenstruktur zum Arbeiter- und Soldatenrat. Anfang 1919 war er stellvertretender Vorsitzender des Reichsbürgerrates des Deutschen Reiches. Seit 1920 war Jewelowski Abgeordneter im ersten Volkstag und wurde  Senator für Handel im ersten Senat der Freien Stadt Danzig für die Deutschdemokratische Partei. Er war Leiter einer Danziger Delegation, die 1921 ein Handelsabkommen mit Polen abschloss, das auf Grund seines Verhandlungsgeschicks sehr günstige Wirtschaftsbedingungen für die Stadt hervorbrachte. 
Trotzdem war Julius Jewelowski häufig Zielpunkt von Kritik von verschiedenen Seiten. Einerseits wurde ihm vorgeworfen, zu polenfreundlich zu sein und gute Wirtschaftsbeziehungen zum Umland höher zu bewerten als das Bedürfnis der meisten Senats- und Volksratsmitglied nach nationaler und organisatorischer Selbstständigkeit und Freiheit. Andererseits wurde er von linker Seite wegen zu großer Kompromisse an die rechten Kräfte kritisiert, und von jüdischen Zionisten wegen seiner Ablehnung neuer ostjüdischer Einwanderer in die Stadt. Auch im Wahlkampf zum neuen Volksrat von 1927 war Jewelowski Inhalt heftiger Attacken vor allem von Seiten der Deutschnationalen Volkspartei, auch wegen seiner jüdischen Herkunft. Im darauffolgenden neuen Senat war er  deshalb zunächst nicht mehr vertreten.
1928 gelang es Julius Jewelowski, im dritten Senat Sahm III wieder Wirtschaftssenator für die Deutschliberale Partei zu werden. Im Juli 1929 reiste er mit Bürgermeister Heinrich Sahm und dem Wirtschaftssenator Bernhard Kamnitzer zu einem ersten Besuch einer offiziellen Danziger Wirtschaftsdelegation in die Sowjetunion. 1930 schied Jewelowski nach den nächsten Wahlen aus dem Amt aus.
Von 1927 bis 1935 war er außerdem  Konsul der Türkei in Danzig.
Julius Jewelowski war auch im Vorstand der jüdischen Sozialorganisation Chewra Kadischa (1909) und der jüdischen Gemeinde Danzigs (1919–1929).

### Weitere Entwicklung
1932 war Jewelowski Leiter einer Danziger Wirtschaftsdelegation in Warschau. 1935 hatte er eine Filiale seiner Holzfirma  S. J. Jewelowski auch in Berlin-Neukölln in der Kiefholzstraße.
In den folgenden Jahren war er wie die anderen jüdischen Bürger der Stadt zunehmenden Diskriminierungen und Bedrohungen ausgesetzt. Ab etwa 1937 begann er eine Übersiedlung nach London vorzubereiten. Am 27. November 1938 wurde er in Danzig ohne Angaben von Gründen kurzzeitig inhaftiert, war aber wahrscheinlich schon im Dezember in London. Am 23. März 1938 wurde er erneut in Danzig wegen angeblicher Steuerdelikte inhaftiert.
Seit April 1938 lebte Julius Jewelowski in London.
Anfang des Jahres war er auf einer Sonderfahndungsliste des Reichssicherheitshauptamts verzeichnet (J 31). In London hielt er Kontakt zur polnischen Botschaft und bemühte sich um eine Freistellung von der drohenden Zwangskasernierung, die für Deutsche im Krieg dort vorgesehen war. Julius Jewelowski leitete ein Danzig Committee in the United Kingdom und richtete in dessen Namen eine Bitte an die britischen Behörden, nach dem Krieg der Stadt Danzig wieder einen autonomen Status zu geben, falls das Gebiet an Polen kommt.
1946 und 1947 bemühte er sich, um die Möglichkeit, Holz aus Polen nach Großbritannien gewerbsmäßig exportieren zu können.